# 佛峪口水库
佛峪口水库是位于北京市延庆县张山营镇佛峪口沟的水库。
1970-1974年建成。总库容205万立方米，控制流域面积52平方公里。有大坝、水电站2座和东西灌渠。大坝最大坝高49米，坝顶长133米。电站装机总容量为481.4干瓦，灌渠总长16.5公里。
水库上游有海坨山和中国国家级自然保护区松山。